# Varen (Tarn-et-Garonne)
Varen é uma comuna francesa na região administrativa de Occitânia, no departamento de Tarn-et-Garonne. Estende-se por uma área de 23,13 km². Em 2010 a comuna tinha 667 habitantes (densidade: 28,8 hab./km²).